# Lista țărilor în funcție de frontierele maritime
     193 de state membre ale Organizației Națiunilor Unite
     2 state cu statut de observator (Vatican și Palestina)
     2 state eligibile (Niue, Insulele Cook)
     17 teritorii dependente
     Antarctica (teritoriu internațional)

Harta țărilor lumii
Legendă:
193 de state membre ale Organizației Națiunilor Unite
2 state cu statut de observator (Vatican și Palestina)
2 state eligibile (Niue, Insulele Cook)
17 teritorii dependente
Antarctica (teritoriu internațional)

Lista țărilor în funcție de frontierele maritime include, pentru fiecare țară sau teritoriu, numărul și identitatea țărilor și teritoriilor învecinate, despărțite de o frontieră maritimă. Frontierele maritime includ granițele recunoscute de Convenția Națiunilor Unite asupra dreptului mării, care delimitează suprafața marină care cuprinde apele teritoriale, zona contiguă și zona economică exclusivă, dar exclud granițele situate de-a lungul apelor interioare, care sunt considerate frontiere terestre.
În tabel, sunt menționate separat numărul statelor suverane și numărul teritoriilor cu care o țară sau teritoriu se învecinează. Statele fără ieșire la mare sunt marcate cu semnul (†).
Sortarea este în ordine alfabetică, în funcție de numele prescurtat al statelor/teritoriilor.
Cuprins: Început - 0–9 A B C D E F G H I J K L M N O P Q R S T U V W X Y Z

| Țară / Teritoriu | Numărul granițelor maritime | Numărul țărilor și teritoriilor învecinate | Numărul statelor suverane învecinate | Țări și teritorii învecinate (#): Numărul segmentelor de graniță (J): Graniță stabilită prin arbitraj sau prin decizie CIJ (T): Graniță stabilită printr-un tratat |
| |                             |                                            |                                      | Țări și teritorii învecinate (#): Numărul segmentelor de graniță (J): Graniță stabilită prin arbitraj sau prin decizie CIJ (T): Graniță stabilită printr-un tratat |
| --- | --------------------------- | ------------------------------------------ | ------------------------------------ | --- |
| Republica Abhazia | 3                           | 3                                          | 3                                    | Georgia · Rusia · Turcia |
| Emiratul Islamic al Afganistanului (†) | 0                           | 0                                          | 0                                    | |
| Republica Africa de Sud | 2                           | 2                                          | 2                                    | Mozambic · Namibia (T) |
| Akrotiri și Dhekelia (Regatul Unit) | 10                          | 3                                          | 3                                    | Cipru (8) · Egipt · Liban |
| Republica Albania | 3                           | 3                                          | 3                                    | Grecia · Italia (T) · Muntenegru |
| Republica Algeriană Democratică și Populară | 4                           | 4                                          | 4                                    | Italia · Maroc · Spania · Tunisia (T) |
| Principatul Andorra (†) | 0                           | 0                                          | 0                                    | |
| Republica Angola | 4                           | 3                                          | 3                                    | Republica Democratică Congo (2) · Republica Congo · Namibia (T) |
| Anguilla (Regatul Unit) | 4                           | 4                                          | 4                                    | Antigua și Barbuda · Țările de Jos · Saint Martin (Franța) (T) · Insulele Virgine Americane (Statele Unite) (T) |
| Antigua și Barbuda | 5                           | 5                                          | 3                                    | Anguilla (Regatul Unit) · Guadeloupe (Franța) · Montserrat (Regatul Unit) · Sfântul Cristofor și Nevis · Saint Barthélemy (Franța) |
| Regatul Arabiei Saudite | 11                          | 10                                         | 10                                   | Bahrain (T) · Egipt · Eritreea · Iran (T) · Iordania · Kuweit (T) · Qatar (2) (T) · Sudan · Emiratele Arabe Unite (T) · Yemen (T) |
| Republica Argentina | 3                           | 3                                          | 3                                    | Chile (J) (T) · Insulele Falkland (Regatul Unit) · Uruguay (T) |
| Republica Armenia (†) | 0                           | 0                                          | 0                                    | |
| Aruba (Țările de Jos) | 2                           | 2                                          | 2                                    | Republica Dominicană · Venezuela (T) |
| Atolul Johnston (Statele Unite) | 0                           | 0                                          | 0                                    | |
| Atolul Midway (Statele Unite) | 0                           | 0                                          | 0                                    | |
| Atolul Palmyra și Reciful Kingman (Statele Unite) | 1                           | 1                                          | 1                                    | Kiribati |
| Australia (zona continentală) | 8                           | 6                                          | 6                                    | Timorul de Est (T) · Indonezia (2) (T) · Noua Caledonie (Franța) (T) · Noua Zeelandă (T) · Papua Noua Guinee (2) (T) · Insulele Solomon (T) |
| Comunitatea Australiei · include zona continentală și zonele insulare: · → Insulele Ashmore și Cartier · → Insula Crăciunului · → Insulele Cocos · → Insulele Mării de Coral · → Insula Heard și Insulele McDonald · → Insula Norfolk | 11                          | 7                                          | 6                                    | Timorul de Est (T) · Indonezia (4) (T) · Insulele Kerguelen (Franța) (T) · Noua Caledonie(Franța) (T) · Noua Zeelandă (2) (T) · Papua Noua Guinee (2) (T) · Insulele Solomon (T) |
| Republica Austria (†) | 0                           | 0                                          | 0                                    | |
| Republica Azerbaidjan | 4                           | 4                                          | 4                                    | Iran · Kazahstan · Rusia · Turkmenistan |
| Azore (Portugalia) | 0                           | 0                                          | 0                                    | |
| Comunitatea Bahamas | 4                           | 4                                          | 4                                    | Cuba · Haiti · Insulele Turks și Caicos (Regatul Unit) · Statele Unite |
| Regatul Bahrain | 3                           | 3                                          | 3                                    | Iran (T) · Qatar (J) · Arabia Saudită (T) |
| Republica Populară Bangladesh | 2                           | 2                                          | 2                                    | Myanmar · India |
| Barbados | 5                           | 5                                          | 4                                    | Guadeloupe (Franța) (T) · Martinica (Franța) (T) · Sfânta Lucia · Sfântul Vicențiu și Grenadinele · Trinidad și Tobago (J) |
| Bassas da India, Insula Europa și Insula Juan de Nova (Franța) | 2                           | 2                                          | 2                                    | Madagascar · Mauritius |
| Republica Belarus (†) | 0                           | 0                                          | 0                                    | |
| Regatul Belgiei | 3                           | 3                                          | 3                                    | Franța (T) · Țările de Jos (T) · Regatul Unit (T) |
| Belize | 3                           | 3                                          | 3                                    | Guatemala · Honduras · Mexic |
| Republica Benin | 3                           | 3                                          | 3                                    | Ghana · Nigeria · Togo |
| Bermuda (Regatul Unit) | 0                           | 0                                          | 0                                    | |
| Regatul Bhutan (†) | 0                           | 0                                          | 0                                    | |
| Statul Plurinațional al Boliviei (†) | 0                           | 0                                          | 0                                    | |
| Bosnia și Herțegovina | 1                           | 1                                          | 1                                    | Croația (T) |
| Republica Botswana (†) | 0                           | 0                                          | 0                                    | |
| Republica Federativă a Braziliei | 2                           | 2                                          | 2                                    | Guiana Franceză (Franța) (T) · Uruguay (T) |
| Statul Brunei, Casa Păcii | 2                           | 1                                          | 1                                    | Malaysia (2) |
| Republica Bulgaria | 2                           | 2                                          | 2                                    | România · Turcia(T) · Ucraina (de jure) sau · Rusia (de facto) |
| Burkina Faso (†) | 0                           | 0                                          | 0                                    | |
| Republica Burundi (†) | 0                           | 0                                          | 0                                    | |
| Regatul Cambodgia | 2                           | 2                                          | 2                                    | Thailanda · Vietnam |
| Republica Camerun | 2                           | 2                                          | 2                                    | Guineea Ecuatorială · Nigeria (J) (T) |
| Canada | 6                           | 3                                          | 3                                    | Groenlanda (Danemarca) (T) · Saint Pierre și Miquelon (Franța) (J) (T) · Statele Unite (4) (J) (T) |
| Republica Capului Verde | 3                           | 3                                          | 3                                    | Gambia · Mauritania (T) · Senegal (T) |
| Republica Cehă (†) | 0                           | 0                                          | 0                                    | |
| Republica Chile | 2                           | 2                                          | 2                                    | Argentina (J) (T) · Peru (J) (T) |
| Republica Populară Chineză | 11                          | 11                                         | 9                                    | Brunei · Indonezia · Japonia · Malaysia · Coreea de Nord · Coreea de Sud · Filipine · Taiwan · Vietnam (T) · Hong Kong (China) (2) · Macao (China) (2) |
| Republica Ciad (†) | 0                           | 0                                          | 0                                    | |
| Republica Cipru | 14                          | 7                                          | 7                                    | Akrotiri și Dhekelia (Regatul Unit) (8) (T) · Egipt (T) · Grecia (T) · Israel · Liban · Siria · Turcia (T) |
| Republica Coasta de Fildeș | 2                           | 2                                          | 2                                    | Ghana · Liberia |
| Republica Columbia | 12                          | 10                                         | 10                                   | Insulele Cayman (Regatul Unit) · Costa Rica (2) (T) · Republica Dominicană (T) · Ecuador (T) · Haiti (T) · Honduras (T) · Jamaica (T) · Nicaragua (J) · Panama (2) (T) · Venezuela |
| Uniunea Comorelor | 7                           | 7                                          | 5                                    | Insulele Glorioase (Franța) · Madagascar · Mayotte (Franța) · Mozambic · Réunion (Franța) · Seychelles · Tanzania |
| Republica Congo | 2                           | 2                                          | 2                                    | Angola · Gabon |
| Republica Democratică Congo | 2                           | 1                                          | 1                                    | Angola (2) |
| Republica Populară Democrată Coreeană | 5                           | 4                                          | 4                                    | China · Japonia · Coreea de Sud (2) · Rusia (T) |
| Republica Coreea | 4                           | 3                                          | 3                                    | China · Japonia (T) · Coreea de Nord (2) |
| Republica Costa Rica | 7                           | 4                                          | 4                                    | Columbia (2) (T) · Ecuador (T) · Nicaragua (2) · Panama (2) (T) |
| Republica Croația | 4                           | 4                                          | 4                                    | Bosnia și Herțegovina (T) · Italia (T) · Muntenegru · Slovenia |
| Republica Cuba | 8                           | 8                                          | 7                                    | Bahamas · Insulele Cayman (Regatul Unit) · Haiti (T) · Honduras · Jamaica (T) · Mexic (T) · Insula Navassa (Statele Unite) · Statele Unite (T) |
| Curaçao (Țările de Jos) | 2                           | 2                                          | 2                                    | Republica Dominicană · Venezuela (T) |
| Danemarca | 6                           | 5                                          | 5                                    | Germania (2) (J) (T) · Norvegia (T) · Polonia · Suedia (T) · Regatul Unit (T) |
| Regatul Danemarcei · include: · → Danemarca · → Insulele Feroe · → Groenlanda | 13                          | 9                                          | 7                                    | Canada (T) · Germania (2) (J) (T) · Islanda (2) (T) · Jan Mayen (Norvegia) (J) (T) · Norvegia (T) · Polonia · Svalbard (Norvegia) (T) · Suedia (2) (T) · Regatul Unit (2) (T) |
| Republica Djibouti | 3                           | 3                                          | 3                                    | Eritreea · Somalia · Yemen |
| Comunitatea Dominicană | 3                           | 3                                          | 2                                    | Guadeloupe (Franța) (T) · Martinica (Franța) (T) · Venezuela |
| Republica Ecuador | 3                           | 3                                          | 3                                    | Columbia · Costa Rica (T) · Peru (T) |
| Republica Arabă Egipt | 9                           | 9                                          | 9                                    | Cipru (T) · Palestina · Grecia · Israel · Iordania · Libia · Arabia Saudită · Sudan · Turcia |
| Republica El Salvador | 3                           | 3                                          | 3                                    | Guatemala · Honduras (J) · Nicaragua |
| Confederația Elvețiană (†) | 0                           | 0                                          | 0                                    | |
| Emiratele Arabe Unite | 7                           | 4                                          | 4                                    | Iran (2) (T) · Oman (3) · Qatar (T) · Arabia Saudită (T) |
| Statul Eritreea | 4                           | 4                                          | 4                                    | Djibouti · Arabia Saudită · Sudan · Yemen (J) |
| Republica Estonia | 4                           | 4                                          | 4                                    | Finlanda (T) · Letonia (T) · Rusia · Suedia (T) |
| Regatul Eswatini (†) | 0                           | 0                                          | 0                                    | |
| Republica Federală Democratică a Etiopiei (†) | 0                           | 0                                          | 0                                    | |
| Republica Insulelor Fiji | 6                           | 6                                          | 5                                    | Noua Caledonie (Franța) (T) · Noua Zeelandă · Tonga · Tuvalu · Vanuatu · Wallis și Futuna (Franța) (T) |
| Republica Filipine | 6                           | 6                                          | 6                                    | China · Indonezia · Japonia · Malaysia · Palau · Vietnam · Taiwan |
| Republica Finlanda | 3                           | 3                                          | 3                                    | Estonia (T) · Rusia (T) · Suedia (T) |
| Republica Franceză (zona metropolitană) | 9                           | 7                                          | 5                                    | Belgia (T) · Guernsey (Regatul Unit) · Italia (T) · Jersey (Regatul Unit) · Monaco (2) (T) · Spania (2) (T) · Regatul Unit (J) (T) |
| Republica Franceză · include zona metropolitană și Franța de peste mări: · → Insula Clipperton · → Guiana Franceză · → Polinezia Franceză · → Teritoriile australe și antarctice franceze · → Guadeloupe · → Martinica · → Mayotte · → Noua Caledonie · → Réunion · → Saint Barthélemy · → Saint Martin · → Saint Pierre și Miquelon · → Wallis și Futuna | 53                          | 39                                         | 30                                   | Anguilla (Regatul Unit) (T) · Antigua și Barbuda (2) · Australia (T) · Barbados (2) (T) · Belgia (T) · Brazilia (T) · Canada (J) (T) · Comore (3) · Insulele Cook (Noua Zeelandă) (T) · Dominica (2) (T) · Fiji (2) (T) · Guernsey (Regatul Unit) · Insula Heard și Insulele McDonald (Australia) (T) · Italia (T) · Jersey (Regatul Unit) · Kiribati · Madagascar (3) (T) · Mauritius (2) (T) · Monaco (2) (T) · Montserrat (Regatul Unit) (T) · Mozambic (2) · Țările de Jos · Insula Norfolk (Australia) (T) · Papua Noua Guinee · Insulele Pitcairn (Regatul Unit) (T) · Sfântul Cristofor și Nevis · Sfânta Lucia (T) · Samoa · Seychelles (T) · Sint Maarten (Țările de Jos) · Insulele Solomon (T) · Spania (2) (T) · Suriname · Tokelau (Noua Zeelandă) · Tonga (T) · Tuvalu (T) · Regatul Unit (J) (T) · Vanuatu · Venezuela (2) (T) |
| Republica Gabon | 4                           | 3                                          | 3                                    | Republica Congo · Guineea Ecuatorială (2) (T) · São Tomé și Príncipe (T) |
| Republica Gambia | 3                           | 2                                          | 2                                    | Capul Verde · Senegal (2) (T) |
| Republica Georgia | 2                           | 2                                          | 2                                    | Rusia · Turcia (T) |
| Georgia de Sud și Insulele Sandwich de Sud (Regatul Unit) | 0                           | 0                                          | 0                                    | |
| Republica Federală Germania | 6                           | 5                                          | 5                                    | Danemarca (2) (J) (T) · Țările de Jos (J) (T) · Polonia (T) · Suedia (T) · Regatul Unit (T) |
| Republica Ghana | 4                           | 4                                          | 4                                    | Benin · Coasta de Fildeș · Nigeria · Togo |
| Gibraltar (Regatul Unit) | 3                           | 2                                          | 2                                    | Maroc · Spania (2) |
| Republica Elenă | 6                           | 6                                          | 6                                    | Albania · Cipru (T) · Egipt · Italia (T) · Libia · Turcia (J) |
| Grenada | 2                           | 2                                          | 2                                    | Sfântul Vicențiu și Grenadinele · Trinidad și Tobago |
| Groenlanda (Danemarca) | 4                           | 4                                          | 3                                    | Canada (T) · Islanda (T) · Jan Mayen (Norvegia) (J) (T) · Svalbard (Norvegia) (T) |
| Guadeloupe (Franța) | 5                           | 5                                          | 5                                    | Antigua și Barbuda · Barbados (T) · Dominica (T) · Montserrat (Regatul Unit) (T) · Venezuela (T) |
| Guam (Statele Unite) | 1                           | 1                                          | 1                                    | Statele Federate ale Microneziei |
| Republica Guatemala | 5                           | 4                                          | 4                                    | Belize · El Salvador · Honduras · Mexic (2) (T) |
| Guernsey (Regatul Unit) | 2                           | 2                                          | 1                                    | Franța · Jersey (Regatul Unit) |
| Guiana Franceză (Franța) | 2                           | 2                                          | 2                                    | Brazilia (T) · Suriname |
| Republica Guineea | 2                           | 2                                          | 2                                    | Guineea-Bissau (J) · Sierra Leone |
| Republica Guineea Ecuatorială | 6                           | 4                                          | 4                                    | Camerun · Gabon (2) (T) · Nigeria (T) · São Tomé și Príncipe (2) (T) |
| Republica Guineea-Bissau | 2                           | 2                                          | 2                                    | Guineea (J) · Senegal (J) (T) |
| Republica Cooperatistă Guyana | 3                           | 3                                          | 3                                    | Suriname (J) · Trinidad și Tobago · Venezuela |
| Republica Haiti | 8                           | 7                                          | 7                                    | Bahamas · Columbia (T) · Cuba (T) · Republica Dominicană (2) · Jamaica · Insula Navassa (Statele Unite) · Insulele Turks și Caicos (Regatul Unit) |
| Republica Honduras | 9                           | 8                                          | 8                                    | Belize · Insulele Cayman (Regatul Unit) (T) · Columbia (T) · Cuba · El Salvador (J) · Guatemala · Mexic (T) · Nicaragua (2) (J) |
| Hong Kong (China) | 2                           | 1                                          | 0                                    | China (2) |
| Republica India | 7                           | 7                                          | 7                                    | Bangladesh · Myanmar (T) · Indonezia (T) · Maldive (T) · Pakistan · Sri Lanka (T) · Thailanda (T) |
| Republica Indonezia | 17                          | 12                                         | 10                                   | Insulele Ashmore și Cartier (Australia) (T) · Australia (2) (T) · Insula Crăciunului (Australia) (T) · Timorul de Est (3) · India (T) · Malaysia (3) (J) (T) · Palau · Papua Noua Guinee (2) (T) · Filipine · Singapore (T) · Thailanda (T) · Vietnam (T) |
| Insula Amsterdam și Insula Saint-Paul (Franța) | 0                           | 0                                          | 0                                    | |
| Insula Baker și Insula Howland (Statele Unite) | 1                           | 1                                          | 1                                    | Kiribati |
| Insula Bouvet | 0                           | 0                                          | 0                                    | |
| Insula Clipperton (Franța) | 0                           | 0                                          | 0                                    | |
| Insula Crăciunului(Australia) | 1                           | 1                                          | 1                                    | Indonezia (T) |
| Insula Europa, Bassas da India și Insula Juan de Nova (Franța) | 2                           | 2                                          | 2                                    | Madagascar · Mauritius |
| Insula Heard și Insulele McDonald (Australia) | 1                           | 1                                          | 1                                    | Insulele Kerguelen (Franța) (T) |
| Insula Jarvis (Statele Unite) | 1                           | 1                                          | 1                                    | Kiribati |
| Insula Macquarie (Australia) | 1                           | 1                                          | 1                                    | Noua Zeelandă (T) |
| Insula Man (Regatul Unit) | 0                           | 0                                          | 0                                    | |
| Insula Navassa (Statele Unite) | 3                           | 3                                          | 3                                    | Cuba · Haiti · Jamaica |
| Insula Norfolk (Australia) | 2                           | 2                                          | 2                                    | Noua Caledonie (Franța) (T) · Noua Zeelandă (T) |
| Insula Petru I | 1                           | 1                                          | 1                                    | Zona Antarctică Chiliană (Chile) |
| Insula Tromelin (Franța) | 2                           | 2                                          | 2                                    | Madagascar · Mauritius |
| Insula Wake (Statele Unite) | 1                           | 1                                          | 1                                    | Insulele Marshall |
| Insulele Ashmore și Cartier (Australia) | 1                           | 1                                          | 1                                    | Indonezia (T) |
| Insulele Cayman (Regatul Unit) | 4                           | 4                                          | 4                                    | Columbia · Cuba · Honduras (T) · Jamaica |
| Insulele Cocos (Australia) | 0                           | 0                                          | 0                                    | |
| Insulele Cook (Noua Zeelandă) | 5                           | 5                                          | 3                                    | Samoa Americană (Statele Unite) (T) · Polinezia Franceză (Franța) (T) · Kiribati · Niue (Noua Zeelandă) · Tokelau (Noua Zeelandă) |
| Insulele Crozet (Franța) | 0                           | 0                                          | 0                                    | |
| Insulele Falkland (Regatul Unit) | 1                           | 1                                          | 1                                    | Argentina |
| Insulele Feroe (Danemarca) | 3                           | 3                                          | 3                                    | Islanda · Norvegia (T) · Regatul Unit (T) |
| Insulele Glorioase (Franța) | 3                           | 3                                          | 3                                    | Comore · Madagascar · Seychelles (T) |
| Insulele Kerguelen (Franța) | 1                           | 1                                          | 1                                    | Insula Heard și Insulele McDonald (Australia) (T) |
| Insulele Mariane de Nord (Statele Unite) | 1                           | 1                                          | 1                                    | Japonia |
| Insulele Marshall | 4                           | 4                                          | 4                                    | Kiribati · Statele Federate ale Microneziei (T) · Nauru · Insula Wake (Statele Unite) |
| Insulele Pitcairn (Regatul Unit) | 1                           | 1                                          | 1                                    | Polinezia Franceză (Franța) (T) |
| Insulele Solomon | 4                           | 4                                          | 4                                    | Australia (T) · Noua Caledonie (Franța) (T) · Papua Noua Guinee (T) · Vanuatu |
| Insulele Turks și Caicos (Regatul Unit) | 3                           | 3                                          | 3                                    | Bahamas · Republica Dominicană (T) · Haiti |
| Insulele Virgine Americane (Statele Unite) | 4                           | 4                                          | 3                                    | Anguilla (Regatul Unit) (T) · Insulele Virgine Britanice (Regatul Unit) (T) · Țările de Jos · Venezuela (T) |
| Insulele Virgine Britanice (Regatul Unit) | 2                           | 2                                          | 1                                    | Puerto Rico (Statele Unite) (T) · Insulele Virgine Americane (Statele Unite) (T) |
| Regatul Hașemit al Iordaniei | 3                           | 3                                          | 3                                    | Egipt · Israel (T) · Arabia Saudită |
| Republica Irak | 2                           | 2                                          | 2                                    | Iran · Kuweit (J) |
| Republica Islamică Iran | 12                          | 10                                         | 10                                   | Azerbaidjan · Bahrain (T) · Irak · Kuweit · Oman (2) (T) · Pakistan · Qatar (T) · Arabia Saudită (T) · Turkmenistan · Emiratele Arabe Unite (2) (T) |
| Republica Irlanda | 2                           | 1                                          | 1                                    | Regatul Unit (T) |
| Islanda | 3                           | 3                                          | 2                                    | Insulele Feroe (Danemarca) · Groenlanda (Danemarca) (T) · Jan Mayen (Norvegia) (T) |
| Statul Israel | 5                           | 5                                          | 5                                    | Cipru · Egipt · Palestina · Iordania (T) · Liban |
| Republica Italiană | 11                          | 11                                         | 11                                   | Albania (T) · Algeria · Croația (T) · Franța (T) · Grecia (T) · Libia · Malta · Muntenegru (T) · Slovenia (T) · Spania (T) · Tunisia (T) |
| Jamaica | 5                           | 5                                          | 5                                    | Insulele Cayman (Regatul Unit) · Columbia (T) · Cuba (T) · Haiti · Insula Navassa (Statele Unite) |
| Jan Mayen (Norvegia) | 2                           | 2                                          | 2                                    | Groenlanda (Danemarca) (J) (T) · Islanda (T) |
| Japonia | 6                           | 6                                          | 6                                    | China · Coreea de Nord · Coreea de Sud (T) · Insulele Mariane de Nord (Statele Unite) · Filipine · Rusia (T) · Taiwan |
| Jersey | 2                           | 2                                          | 1                                    | Franța · Guernsey (Regatul Unit) |
| Republica Kazahstan | 3                           | 3                                          | 3                                    | Azerbaidjan · Rusia · Turkmenistan |
| Republica Kârgâzstan (†) | 0                           | 0                                          | 0                                    | |
| Republica Kenya | 2                           | 2                                          | 2                                    | Somalia · Tanzania (T) |
| Republica Kiribati | 9                           | 9                                          | 6                                    | Insulele Cook (Noua Zeelandă) · Polinezia Franceză (Franța) · Insula Howland ți Insula Baker (Statele Unite) · Insula Jarvis (Statele Unite) · Reciful Kingman și Atolul Palmyra (Statele Unite) · Insulele Marshall · Nauru · Tokelau (Noua Zeelandă) · Tuvalu |
| Republica Kosovo (†) | 0                           | 0                                          | 0                                    | |
| Statul Kuweit | 3                           | 3                                          | 3                                    | Iran · Irak (J) · Arabia Saudită (T) |
| Republica Populară Democrată Laos (†) | 0                           | 0                                          | 0                                    | |
| Regatul Lesotho (†) | 0                           | 0                                          | 0                                    | |
| Republica Letonia | 3                           | 3                                          | 3                                    | Estonia (T) · Lituania · Suedia (T) |
| Republica Libaneză | 4                           | 4                                          | 4                                    | Akrotiri și Dhekelia (Regatul Unit) · Cipru · Israel · Siria |
| Republica Liberia | 2                           | 2                                          | 2                                    | Coasta de Fildeș · Sierra Leone |
| Statul Libia | 5                           | 5                                          | 5                                    | Egipt · Grecia · Italia · Malta (J) (T) · Tunisia (J) (T) |
| Principatul Liechtenstein (†) | 0                           | 0                                          | 0                                    | |
| Republica Lituania | 3                           | 3                                          | 3                                    | Letonia · Rusia (T) · Suedia (T) |
| Marele Ducat de Luxemburg (†) | 0                           | 0                                          | 0                                    | |
| Macao (China) | 2                           | 1                                          | 0                                    | China (2) |
| Republica Macedonia de Nord (†) | 0                           | 0                                          | 0                                    | |
| Republica Madagascar | 6                           | 6                                          | 4                                    | Comore · Teritoriile australe și antarctice franceze (Franța) · Mayotte (Franța) · Mozambic · Réunion (Franța) (T) · Seychelles |
| Madeira (Portugalia) | 2                           | 2                                          | 2                                    | Maroc · Spania (T) |
| Republica Malawi (†) | 0                           | 0                                          | 0                                    | |
| Malaysia | 10                          | 6                                          | 6                                    | Brunei (2) · Indonezia (3) (J) (T) · Filipine · Singapore (J) (T) · Thailanda (2) (T) · Vietnam |
| Republica Maldive | 3                           | 3                                          | 3                                    | Teritoriul Britanic din Oceanul Indian (Regatul Unit) · India (T) · Sri Lanka (T) |
| Republica Mali (†) | 0                           | 0                                          | 0                                    | |
| Republica Malta | 2                           | 2                                          | 2                                    | Italia · Libia (J) (T) |
| Regatul Maroc | 8                           | 5                                          | 4                                    | Algeria · Madeira (Portugalia) · Portugalia · Spania (4) · Sahara Occidentală |
| Martinica (Franța) | 4                           | 4                                          | 4                                    | Barbados (T) · Dominica (T) · Sfânta Lucia · Venezuela (T) |
| Republica Islamică Mauritania | 3                           | 3                                          | 3                                    | Capul Verde (T) · Senegal · Sahara Occidentală (T) |
| Republica Mauritius | 3                           | 3                                          | 2                                    | Réunion (Franța) (T) · Seychelles (T) · Insula Tromelin (Franța) |
| Mayotte (Franța) | 2                           | 2                                          | 2                                    | Comore · Madagascar |
| Statele Unite Mexicane | 7                           | 5                                          | 5                                    | Belize · Cuba (T) · Guatemala (2) (T) · Honduras (T) · Statele Unite (2) (T) |
| Statele Federate ale Microneziei | 4                           | 4                                          | 4                                    | Guam (Statele Unite) · Insulele Marshall (T) · Palau (T) · Papua Noua Guinee |
| Republica Moldova (†) | 0                           | 0                                          | 0                                    | |
| Principatul Monaco | 2                           | 1                                          | 1                                    | Franța (2) (T) |
| Mongolia (†) | 0                           | 0                                          | 0                                    | |
| Montserrat (Regatul Unit) | 4                           | 4                                          | 4                                    | Antigua și Barbuda · Guadeloupe (Franța) (T) · Sfântul Cristofor și Nevis · Venezuela |
| Republica Mozambic | 6                           | 6                                          | 5                                    | Comore · Teritoriile australe și antarctice franceze (Franța) · Madagascar · Réunion (Franța) · Africa de Sud · Tanzania (T) |
| Muntenegru | 3                           | 3                                          | 3                                    | Albania · Croația · Italia (T) |
| Republica Uniunea Myanmar | 3                           | 3                                          | 3                                    | Bangladesh · India (T) · Thailanda (T) |
| Republica Namibia | 2                           | 2                                          | 2                                    | Angola (T) · Africa de Sud (T) |
| Republica Nauru | 2                           | 2                                          | 2                                    | Kiribati · Insulele Marshall |
| Republica Federală Democratică Nepal (†) | 0                           | 0                                          | 0                                    | |
| Republica Nicaragua | 6                           | 4                                          | 4                                    | Columbia (J) · Costa Rica (2) · El Salvador · Honduras (2) (J) |
| Republica Niger (†) | 0                           | 0                                          | 0                                    | |
| Republica Federală Nigeria | 5                           | 5                                          | 5                                    | Benin · Camerun (J) (T) · Guineea Ecuatorială (T) · Ghana · São Tomé și Príncipe (T) |
| Niue (Noua Zeelandă) | 3                           | 3                                          | 2                                    | Samoa Americană (Statele Unite) (T) · Insulele Cook (Noua Zeelandă) · Tonga |
| Norvegia (zona continentală) | 5                           | 5                                          | 4                                    | Danemarca (T) · Insulele Feroe (Danemarca) (T) · Rusia (T) · Suedia (T) · Regatul Unit (J) (T) |
| Regatul Norvegiei · include: · → Norvegia · → Insula Bouvet · → Jan Mayen · → Svalbard | 7                           | 7                                          | 5                                    | Danemarca (T) · Insulele Feroe (Danemarca) (T) · Groenlanda (Danemarca) (J) (T) · Islanda · Rusia (T) · Suedia (T) · Regatul Unit (J) (T) |
| Noua Caledonie (Franța) | 6                           | 6                                          | 5                                    | Australia (T) · Fiji (T) · Insula Norfolk (Australia) (T) · Papua Noua Guinee · Insulele Solomon (T) · Vanuatu |
| Noua Zeelandă | 4                           | 5                                          | 3                                    | Australia (T) · Fiji · Insula Macquarie (Australia) (T) · Insula Norfolk (Australia) (T) · Tonga |
| Regatul Noii Zeelande · include: · → Noua Zeelandă · → Insulele Cook · → Niue · → Tokelau | 11                          | 10                                         | 7                                    | Samoa Americană (Statele Unite) (3) (T) · Australia (T) · Fiji · Polinezia Franceză (Franța) (T) · Kiribati · Insula Macquarie (Australia) (T) · Insula Norfolk (Australia) (T) · Samoa · Tonga · Wallis și Futuna (Franța) |
| Sultanatul Oman | 7                           | 4                                          | 4                                    | Iran (2) (T) · Pakistan (T) · Emiratele Arabe Unite (3) · Yemen (T) |
| Republica Osetia de Sud (†) | 0                           | 0                                          | 0                                    | |
| Republica Islamică Pakistan | 3                           | 3                                          | 3                                    | India · Iran · Oman (T) |
| Republica Palau | 3                           | 3                                          | 3                                    | Indonezia · Statele Federate ale Microneziei (T) · Filipine |
| Palestina | 2                           | 2                                          | 2                                    | Egipt · Israel |
| Republica Panama | 4                           | 2                                          | 2                                    | Columbia (2) (T) · Costa Rica (2) (T) |
| Papua Noua Guinee | 7                           | 5                                          | 5                                    | Australia (2) (T) · Indonezia (2) (T) · Statele Federate ale Microneziei · Noua Caledonie (Franța) · Insulele Solomon (T) |
| Republica Paraguay (†) | 0                           | 0                                          | 0                                    | |
| Republica Peru | 2                           | 2                                          | 2                                    | Chile (J) (T) · Ecuador (T) |
| Polinezia Franceză (Franța) | 3                           | 3                                          | 3                                    | Insulele Cook (Noua Zeelandă) (T) · Kiribati · Insulele Pitcairn (Regatul Unit) (T) |
| Republica Polonă | 4                           | 4                                          | 4                                    | Danemarca · Germania (T) · Rusia (T) · Suedia (T) |
| Republica Portugheză | 5                           | 2                                          | 2                                    | Maroc (2) · Spania (3) (T) |
| Puerto Rico (Statele Unite) | 3                           | 3                                          | 3                                    | Insulele Virgine Britanice (Regatul Unit) · Republica Dominicană · Venezuela (T) |
| Statul Qatar | 6                           | 4                                          | 4                                    | Bahrain (J) · Iran (2) (T) · Arabia Saudită (2) (T) · Emiratele Arabe Unite (T) |
| Regatul Unit al Marii Britanii și Irlandei de Nord (zona nord-europeană) · include Țările Regatului Unit: · → Anglia · → Irlanda de Nord · → Scoția · → Țara Galilor | 9                           | 8                                          | 7                                    | Belgia (T) · Danemarca (T) · Insulele Feroe (Danemarca) (T) · Franța (J) (T) · Germania (T) · Irlanda (2) (T) · Țările de Jos (T) · Norvegia (J) (T) |
| Regatul Unit al Marii Britanii și Irlandei de Nord · include Țările Regatului Unit, Teritoriile britanice de peste mări și Dependențele coroanei: · → Akrotiri și Dhekelia · → Anguilla · → Bermuda · → Teritoriul Britanic din Oceanul Indian · → Insulele Virgine Britanice · → Insulele Cayman · → Anglia · → Insulele Falkland · → Gibraltar · → Guernsey · → Insula Man · → Jersey · → Montserrat · → Irlanda de Nord · → Insulele Pitcairn · → Sfânta Elena, Ascension și Tristan da Cunha · → Scoția · → Georgia de Sud și Insulele Sandwich de Sud · → Insulele Turks și Caicos · → Țara Galilor | 42                          | 30                                         | 25                                   | Antigua și Barbuda · Argentina · Bahamas · Belgia (T) · Columbia · Cuba · Cipru (8) · Danemarca (T) · Republica Dominicană (T) · Egipt · Insulele Feroe (Danemarca) (T) · Franța (3) (T) · Polinezia Franceză (Franța) (T) · Guadeloupe (Franța) (J) (T) · Germania (T) · Haiti · Honduras (T) · Irlanda (2) (T) · Jamaica · Liban · Maldive · Maroc · Țările de Jos (T) · Norvegia (J) (T) · Puerto Rico (Statele Unite) (T) · Sfântul Cristofor și Nevis · Saint Martin (Franța) (T) · Spania (2) · Insulele Virgine Americane (Statele Unite) (T) · Venezuela |
| Republica Centrafricană (†) | 0                           | 0                                          | 0                                    | |
| Republica Dominicană | 8                           | 7                                          | 6                                    | Columbia (T) · Haiti (2) · Aruba (Țările de Jos) · Curaçao (Țările de Jos) · Puerto Rico (Statele Unite) · Insulele Turks și Caicos (Regatul Unit) (T) · Venezuela (T) |
| Republica Turcă a Ciprului de Nord | 4                           | 3                                          | 3                                    | Cipru (2) · Siria · Turcia |
| Réunion (Franța) | 4                           | 4                                          | 4                                    | Comore · Madagascar (T) · Mauritius (T) · Mozambic |
| România | 3                           | 3                                          | 3                                    | Bulgaria · Turcia · Ucraina (de jure)(J) sau · Rusia (de facto) |
| Federația Rusă | 15                          | 15                                         | 15                                   | Azerbaidjan · Estonia · Finlanda (T) · Bulgaria · Georgia · Japonia (T) · Kazahstan · Coreea de Nord (T) · Lituania (T) · Norvegia (T) · Polonia (T) · România (de facto) · Suedia (T) · Turcia (T) · Ucraina · Statele Unite (T) |
| Republica Rwanda (†) | 0                           | 0                                          | 0                                    | |
| Sahara Occidentală | 3                           | 3                                          | 3                                    | Mauritania (T) · Maroc · Spania |
| Saint Barthélemy (Franța) | 4                           | 4                                          | 3                                    | Antigua și Barbuda · Țările de Jos · Sfântul Cristofor și Nevis · Sint Maarten (Țările de Jos) |
| Saint Martin | 3                           | 3                                          | 2                                    | Țările de Jos · Anguilla (Regatul Unit) (T) · Sint Maarten (Țările de Jos) |
| Saint Pierre și Miquelon (Franța) | 1                           | 1                                          | 1                                    | Canada (J) (T) |
| Statul Independent Samoa | 4                           | 4                                          | 4                                    | Samoa Americană (Statele Unite) · Tokelau (Noua Zeelandă) · Tonga · Wallis și Futuna (Franța) |
| Samoa Americană (Statele Unite) | 5                           | 5                                          | 5                                    | Insulele Cook (Noua Zeelandă) (T) · Niue (Noua Zeelandă) (T) · Samoa · Tokelau (Noua Zeelandă) (T) · Tonga |
| Republica San Marino (†) | 0                           | 0                                          | 0                                    | |
| Republica Democrată São Tomé și Príncipe | 4                           | 3                                          | 3                                    | Guineea Ecuatorială (2) (T) · Gabon (T) · Nigeria (T) |
| Sfânta Elena, Ascension și Tristan da Cunha (Regatul Unit) | 0                           | 0                                          | 0                                    | |
| Sfânta Lucia | 4                           | 4                                          | 4                                    | Barbados · Martinica (Franța) (T) · Sfântul Vicențiu și Grenadinele · Venezuela |
| Sfântul Cristofor și Nevis | 5                           | 5                                          | 5                                    | Antigua și Barbuda · Montserrat (Regatul Unit) · Țările de Jos · Saint Barthélemy (Franța) · Venezuela |
| Sfântul Vicențiu și Grenadinele | 5                           | 5                                          | 5                                    | Barbados · Grenada · Sfânta Lucia · Trinidad și Tobago · Venezuela |
| Republica Senegal | 5                           | 4                                          | 4                                    | Capul Verde (T) · Gambia (2) (T) · Guineea-Bissau (J) (T) · Mauritania |
| Republica Serbia (†) | 0                           | 0                                          | 0                                    | |
| Republica Seychelles | 5                           | 5                                          | 5                                    | Comore · Insulele Glorioase (Franța) (T) · Madagascar · Mauritius (T) · Tanzania (T) |
| Republica Sierra Leone | 2                           | 2                                          | 2                                    | Guineea · Liberia |
| Republica Singapore | 2                           | 2                                          | 2                                    | Indonezia (T) · Malaysia (J) (T) |
| Sint Maarten (Țările de Jos) | 1                           | 2                                          | 2                                    | Saint Barthélemy (Franța) · Saint Martin (Franța) |
| Republica Arabă Siriană | 3                           | 3                                          | 3                                    | Cipru · Liban · Turcia |
| Republica Slovacă (†) | 0                           | 0                                          | 0                                    | |
| Republica Slovenia | 2                           | 2                                          | 2                                    | Croația · Italia (T) |
| Republica Federală Somalia | 3                           | 3                                          | 3                                    | Djibouti · Kenya · Yemen |
| Republica Somaliland | 3                           | 3                                          | 3                                    | Djibouti · Somalia · Yemen |
| Regatul Spaniei | 14                          | 8                                          | 7                                    | Algeria · Franța (2) (T) · Gibraltar (Regatul Unit) (2) · Italia (T) · Madeira (Portugalia) (T) · Maroc (4) · Portugalia (2) (T) · Sahara Occidentală |
| Republica Democratică Socialistă Sri Lanka | 2                           | 2                                          | 2                                    | India (T) · Maldive (T) |
| Statele Unite ale Americii (zona continentală) | 9                           | 5                                          | 5                                    | Bahamas · Canada (4) (J) (T) · Cuba (T) · Mexic (2) (T) · Rusia (T) |
| Statele Unite ale Americii · includ zona continentală și zonele insulare: · → Samoa Americană · → Insula Baker · → Guam · → Insula Howland · → Insula Jarvis · → Atolul Johnston · → Reciful Kingman · → Atolul Midway · →Insula Navassa · → Insulele Mariane de Nord · → Atolul Palmyra · → Puerto Rico · → Insulele Virgine Americane · → Insula Wake | 28                          | 21                                         | 18                                   | Anguilla (Regatul Unit) (T) · Bahamas · Insulele Virgine Britanice (Regatul Unit) (T) · Canada (4) (J) (T) · Insulele Cook (Noua Zeelandă) (T) · Cuba (2) (T) · Republica Dominicană · Haiti · Jamaica · Japonia · Kiribati (3) · Insulele Marshall · Mexic (2) (T) · Statele Federate ale Microneziei · Țările de Jos · Niue (Noua Zeelandă) (T) · Rusia (T) · Samoa · Tokelau (Noua Zeelandă) (T) · Tonga · Venezuela (T) |
| Republica Sudan | 3                           | 3                                          | 3                                    | Egipt · Eritreea · Arabia Saudită |
| Repubica Sudanul de Sud (†) | 0                           | 0                                          | 0                                    | |
| Regatul Suediei | 10                          | 9                                          | 9                                    | Danemarca (2) (T) · Estonia (T) · Finlanda (T) · Germania (T) · Letonia (T) · Lituania (T) · Norvegia (T) · Polonia (T) · Rusia (T) |
| Republica Suriname | 2                           | 2                                          | 2                                    | Guiana Franceză (Franța) · Guyana (J) |
| Svalbard (Norvegia) | 2                           | 2                                          | 2                                    | Groenlanda (Danemarca) (T) · Rusia (T) |
| Republica Tadjikistan (†) | 0                           | 0                                          | 0                                    | |
| Republica Chineză (Taiwan) | 3                           | 3                                          | 3                                    | China · Japonia · Filipine |
| Republica Unită a Tanzaniei | 4                           | 4                                          | 4                                    | Comore · Kenya (T) · Mozambic (T) · Seychelles (T) |
| Teritoriile australe și antarctice franceze (Franța) | 6                           | 6                                          | 6                                    | Insula Heard și Insulele McDonald (Australia) (T) · Comore · Madagascar · Mauritius · Mozambic · Seychelles (T) |
| Teritoriul Britanic din Oceanul Indian (Regatul Unit) | 1                           | 1                                          | 1                                    | Maldive |
| Regatul Thailandei | 7                           | 6                                          | 6                                    | Myanmar (T) · Cambodgia · India (T) · Indonezia (T) · Malaysia (2) (T) · Vietnam (T) |
| Republica Democratică Timorul de Est | 4                           | 2                                          | 2                                    | Australia (T) · Indonezia (3) |
| Republica Togoleză | 2                           | 2                                          | 2                                    | Benin · Ghana |
| Tokelau (Noua Zeelandă) | 5                           | 5                                          | 4                                    | Samoa Americană (Statele Unite) (T) · Insulele Cook (Noua Zeelandă) · Kiribati · Samoa · Wallis și Futuna (Franța) · |
| Regatul Tonga | 6                           | 6                                          | 5                                    | Samoa Americană (Statele Unite) · Fiji · Noua Zeelandă · Niue (Noua Zeelandă) · Samoa · Wallis și Futuna (Franța) (T) |
| Republica Moldovenească Nistreană (Transnistria) (†) | 0                           | 0                                          | 0                                    | |
| Republica Trinidad și Tobago | 5                           | 5                                          | 5                                    | Barbados (J) · Grenada · Guyana · Sfântul Vicențiu și Grenadinele · Venezuela (T) |
| Republica Tunisiană | 3                           | 3                                          | 3                                    | Algeria (T) · Italia (T) · Libia (J) (T) |
| Republica Turcia | 9                           | 9                                          | 9                                    | Bulgaria (T) · Cipru (T) · Egipt · Georgia (T) · Grecia (J) · România · Rusia (T) · Siria · Ucraina (T) (de jure) · Libia |
| Republica Turkmenistan | 3                           | 3                                          | 3                                    | Azerbaidjan · Iran · Kazahstan |
| Tuvalu | 3                           | 3                                          | 3                                    | Fiji · Kiribati · Wallis și Futuna (Franța) (T) |
| Țările de Jos (zona continentală) | 10                          | 9                                          | 6                                    | Anguilla (Regatul Unit) · Belgia (T) · Germania (J) (T) · Regatul Unit (T) · Venezuela (T) · Saint Barthélemy (Franța) · Saint Martin (Franța) (2) · Sfântul Cristofor și Nevis · Insulele Virgine Americane (Statele Unite) |
| Regatul Țărilor de Jos · include zona continentală și Țările de Jos Caraibiene: · → Aruba · → Curaçao · → Sint Maarten | 12                          | 11                                         | 8                                    | Anguilla (Regatul Unit) · Belgia (T) · Republica Dominicană · Germania (T) · Guadeloupe (Franța) · Saint Barthélemy (Franța) · Saint Martin (Franța) (2) · Sfântul Cristofor și Nevis · Regatul Unit (T) · Insulele Virgine Americane (Statele Unite) · Venezuela (T) |
| Ucraina | 3                           | 3                                          | 3                                    | România (J) · Rusia · Turcia (T) (de jure) · Bulgaria (de jure) |
| Republica Uganda | 0                           | 0                                          | 0                                    | |
| Ungaria (†) | 0                           | 0                                          | 0                                    | |
| Republica Orientală a Uruguayului | 2                           | 2                                          | 2                                    | Argentina (T) · Brazilia (T) |
| Republica Uzbekistan (†) | 0                           | 0                                          | 0                                    | |
| Republica Vanuatu | 3                           | 3                                          | 3                                    | Fiji · Noua Caledonie (Franța) · Insulele Solomon |
| Statul Cetății Vaticanului (†) | 0                           | 0                                          | 0                                    | |
| Republica bolivariană a Venezuelei | 15                          | 15                                         | 12                                   | Aruba (Țările de Jos) (T) · Columbia · Curaçao (Țările de Jos) (T) · Dominica · Republica Dominicană (T) · Guadeloupe (Franța) (T) · Guyana · Martinica (Franța) (T) · Montserrat (Regatul Unit) · Puerto Rico (Statele Unite) (T) · Sfântul Cristofor și Nevis · Sfânta Lucia · Sfântul Vicențiu și Grenadinele · Trinidad și Tobago (T) · Insulele Virgine Americane (Statele Unite) (T) |
| Republica Socialistă Vietnam | 6                           | 6                                          | 6                                    | Cambodgia · China (T) · Indonezia (T) · Malaysia · Filipine · Thailanda (T) |
| Colectivitatea Insulelor Wallis și Futuna (Franța) | 5                           | 5                                          | 5                                    | Fiji (T) · Samoa · Tokelau (Noua Zeelandă) · Tonga (T) · Tuvalu (T) |
| Republica Yemen | 5                           | 5                                          | 5                                    | Djibouti · Eritreea (J) · Oman (T) · Arabia Saudită (T) · Somalia |
| Republica Zambia (†) | 0                           | 0                                          | 0                                    | |
| Republica Zimbabwe (†) | 0                           | 0                                          | 0                                    | |
| Zona Antarctică Argentiniană (Argentina) | 2                           | 2                                          | 2                                    | Zona Antarctică Chiliană (Chile) · Zona Antarctică Britanică (Regatul Unit) |
| Zona Antarctică Australiană (Australia) | 4                           | 3                                          | 3                                    | Teritoriul Adélie (Franța) (2) Zona Antarctică Norvegiană (Norvegia) Zona Antarctică Neozeelandeză (Noua Zeelandă) |
| Zona Antarctică Britanică (Regatul Unit) | 3                           | 3                                          | 3                                    | Zona Antarctică Chiliană (Chile) · Zona Antarctică Argentiniană (Argentina) · Zona Antarctică Norvegiană (Norvegia) |
| Zona Antarctică Chiliană (Antártica Chilena) (Chile) | 3                           | 3                                          | 3                                    | Zona Antarctică Argentiniană (Argentina) · Zona Antarctică Britanică (Regatul Unit) · Insula Petru I (Norvegia) |
| Zona Antarctică Franceză (Teritoriul Adélie) (Franța) | 2                           | 1                                          | 1                                    | Zona Antarctică Australiană (Australia) (2) |
| Zona Antarctică Neozeelandeză (Dependența Ross) (Noua Zeelandă) | 1                           | 1                                          | 1                                    | Zona Antarctică Australiană (Australia) |
| Zona Antarctică Norvegiană (Țara Reginei Maud) (Norvegia) | 2                           | 2                                          | 2                                    | Zona Antarctică Australiană (Australia) · Zona Antarctică Britanică (Regatul Unit) |

### Tratate și acorduri
1. 1 2  Albania și Italia au convenit să delimiteze granița maritimă dintre ele printr-un tratat semnat în 1992
2. 1 2 3 4 5 6 7 8  Acordurile de delimitare maritimă dintre Franța și Regatul Unit semnate în 1996 stabilesc o serie de granițe maritime între teritoriile franceze și teritoriile britanice din Marea Caraibilor
3. 1 2 3 4 5 6 7 8 9  Tratatele de delimitare maritimă dintre Regatul Unit și Statele Unite ale Americii din 1993 stabilesc granița maritimă între teritoriile britanice și teritoriile americane din Marea Caraibilor
4. 1 2  Tratatul de la Jeddah din 1974 a fost un tratat între Arabia Saudită și Emiratele Arabe Unite. Tratatul intenționa să rezolve disputa privind granița dintre cele două țări (inclusiv disputa Buraimi[h]). Arabia Saudită a ratificat tratatul în 1993, dar Emiratele Arabe Unite nu l-au ratificat încă. Valabilitatea juridică a tratatului a fost pusă la îndoială, întrucât Qatar nu a fost inclus în negocieri, iar reglementarea propusă afectează granița cu această țară. Cu toate acestea, Qatar ajunsese deja la un acord separat la granița cu Arabia Saudită în decembrie 1965. Guvernul Emiratelor Arabe Unite a contestat tratatul încă din 1975 din cauza discrepanțelor dintre acordul verbal anterior semnării tratatului și textul final al tratatului în sine. S-a susținut că tratatul este în favoarea guvernului saudit din cauza poziției slăbite a emiratului Abu Dhabi după retragerea Marii Britanii, sprijinului SUA acordat Arabian American Oil Company și amenințării intervenției militare saudite în Abu Dhabi la acea vreme. Guvernul Emiratelor Arabe Unite a redeschis problema în 2004. A devenit public cunoscut faptul că disputa nu s-a încheiat în 1974 și că emiratul Abu Dhabi nu a fost niciodată mulțumit de tratat, solicitând modificări ale anumitor articole ale acestuia
5. 1 2  La 22 iulie 1971, Salvador Allende și Alejandro Lanusse, președinții Chile și Argentinei, au semnat un acord de arbitraj care se referea la disputa lor cu privire la granițele teritoriale și maritime dintre cele două țări, în special la titlul de proprietate asupra insulelor Picton, Nueva și Lennox din apropierea extremității continentului american, care a fost supus unui arbitraj sub auspiciile guvernului Regatului Unit. La 2 mai 1977, instanța a decis că insulele aparțin Chile. La 25 ianuarie 1978, Argentina a respins decizia arbitrală și la 22 decembrie 1978 a demarat (dar câteva ore mai târziu a anulat) acțiuni militare pentru a invada atât aceste insule, cât și zona continentală a Chile. Ulterior, suveranitatea Chile asupra insulelor în dispută și delimitarea granițelor maritime a fost pe deplin recunoscută de Argentina prin Tratatul de pace și prietenie din 1984
6. 1 2  Tratatul de pace și prietenie din 1984 dintre Chile și Argentina a fost semnat la Vatican la 29 noiembrie 1984. Tratatul conține un preambul, o definiție a frontierei maritime, un corp cuprinzător de legislație privind soluționarea litigiilor, drepturile de navigație navală și o definiție exactă a frontierei din Strâmtoarea Magellan. Chile și Argentina, deși nu au fost niciodată în război una cu cealaltă, au numit unele dintre tratatele lor de frontieră drept „tratate de pace”
7. 1 2 3 4 5 6  Tratatul de graniță dintre Țările de Jos și Venezuela din 1978 delimita granița maritimă dintre teritoriul Regatului Țărilor de Jos și teritoriul Venezuelei. Când tratatul a fost încheiat în 1978, tratatul a stabilit granița dintre Antilele Olandeze și Venezuela. În prezent, stabilește granița dintre Aruba și Venezuela, între Curaçao și Venezuela și între Țările de Jos Caraibiene și Venezuela
8. 1 2 3  Tratatul Mării Timorului a fost semnat între Australia și Timorul de Est la 20 mai 2002, ziua în care Timorul de Est a obținut independența față de guvernarea Națiunilor Unite, în scopul pentru explorării în comun a petrolului din Marea Timor de către cele două țări. Tratatul urma să se desfășoare pe o perioadă de 30 de ani. Cu toate acestea, la semnarea ulterioară a Tratatului privind anumite aranjamente maritime din Marea Timor (CMATS) în 2007, perioada de valabilitate a Tratatului Mării Timorului a fost prelungită până în 2057, când se încheie și valabilitatea CMATS. Tratatul Mării Timorului prevedea împărțirea veniturilor din petrol găsite într-o zonă convenită numită Zona Comună de Dezvoltare a Petrolului și nu determina suveranitatea și granița maritimă dintre cele două țări. Tratatul Mării Timorului și-a încetat valabilitatea atunci când Tratatul dintre Australia și Republica Democratică Timorul de Est de stabilire a granițelor lor maritime în Marea Timor a intrat în vigoare la 30 august 2019
9. 1 2 3 4 5 6 7 8 9 10 11 12  Acordul de delimitare maritimă dintre Australia și Franța din 1982 stabilește granițele maritime între teritoriile australiene și teritoriile franceze. Tratatul stabilește două granițe maritime separate. Prima este granița dintre Australia și Noua Caledonie în Marea Coralilor, respectiv granița dintre Insula Norfolk a Australiei și Noua Caledonie. A doua graniță stabilită prin tratat este cea dintre Insula Heard și Insulele McDonald (Australia) și Insulele Kerguelen (Franța) din Oceanul Indian
10. 1 2 3 4 5 6 7 8 9 10  Tratatul maritim dintre Australia și Noua Zeelandă din 2004 delimitează oficial granițele maritime dintre cele două țări, care fuseseră recunoscute de facto de ambele țări încă de la începutul anilor 1980, când a fost creată Convenția Națiunilor Unite asupra dreptului mării. Tratatul definește granițele dintre Australia și zonele economice exclusive ale Noii Zeelande și revendicările platformei continentale. Mai exact, definește două granițe maritime separate, ambele fiind puncte mediane aproximative între teritoriul australian și cel neozeelandez. Prima graniță și cea mai nordică separă Insula de Nord și Insulele Manawatāwhi ale Regatului Noii Zeelande de Insula Norfolk și Insula Lord Howe ale Comunității Australiei. Cea de-a doua și mai sudică graniță definită de tratat separă Insula Macquarie din Comunitatea Australiei de Insula Auckland și Insula Campbell din Regatul Noii Zeelande
11. 1 2 3  Acordul de graniță maritimă dintre Australia și Insulele Solomon semnat la 13 septembrie 1988 delimitează granița maritimă compusă din două segmente drepte definite de trei puncte de coordonate individuale. Limita reprezintă o linie aproximativ echidistantă între Australia și Insulele Solomon și definește limita zonei australiene de pescuit și a zonei economice exclusive a Insulelor Solomon
12. 1 2  Barbados versus Trinidad și Tobago a fost un caz de arbitraj din 2006 între Barbados și Trinidad și Tobago, în care tribunalul constituit în temeiul Convenției Națiunilor Unite privind dreptul mării a soluționat disputa privind frontiera maritimă dintre cele două țări. Granița a fost stabilită aproape la jumătatea distanței dintre cele două state insulare
13. 1 2 3  Cazul Graniței Maritime Canada-Franța a fost o dispută între Canada și Franța care a fost decisă în 1992 de un tribunal arbitral creat de părți pentru a soluționa diferendul. Decizia a stabilit extinderea Zonei Economice Exclusive a teritoriului francez Saint Pierre și Miquelon
14. 1 2 3  Războiul Porcului a fost o dispută din 1859 între Statele Unite și Regatul Unit asupra graniței din zona insulelor San Juan, între Insula Vancouver (din actuala Canada) și Teritoriul Washington (actualul stat Washington). În ciuda faptului că a fost denumit „război”, nu au existat victime umane de nicio parte. În 1856, SUA și Marea Britanie înființaseră o Comisie de delimitare pentru a rezolva mai multe probleme referitoare la granița comună, inclusiv granița maritimă din zona cuprinsă între Strâmtoarea Georgia și Strâmtoarea Juan de Fuca. Din cauza unei ambiguități din tratatul precedent, semnat în 1846 și denumit Tratatul Oregonului, atât Statele Unite, cât și Marea Britanie au pretins suveranitatea asupra insulelor San Juan. În această perioadă de suveranitate disputată, compania britanică Hudson's Bay a stabilit operațiuni în San Juan și a transformat insula într-o fermă de oi. În 1859, un fermier american din insula San Juan a împușcat un porc (deținut de un irlandez care administra ferma britanică de oi de pe insulă) care îi distrugea recolta de cartofi. Încercarea britanicilor de a-l aresta pe fermier a dus la intervenția armatei americane, dar, ca urmare a negocierilor, ambele părți au convenit să mențină ocuparea militară comună a insulei până când se va putea ajunge la un acord diplomatic, reducând efectivele la o forță simbolică de cel mult 100 de oameni. În 1871, Regatul Unit și Statele Unite au semnat Tratatul de la Washington, prin care s-au rezolvat diferențele minore rămase între cele două națiuni, inclusiv problemele de frontieră care implicau Confederația canadiană, nou-formatul dominion al Imperiului Britanic. Printre rezultatele tratatului s-a numărat și decizia de a soluționa disputa de pe Insula San Juan prin arbitraj internațional, cu medierea oferită de împăratul german (Kaiser) Wilhelm I. Comisia condusă de acesta a decis în favoarea Statelor Unite, varianta aleasă privind delimitarea graniței maritime fiind cea propusă de americani, respectiv ca granița să străbată calea navigabilă din Strâmtoarea Haro situată la vest de Insulele San Juan, în detrimentul propunerii britanice ca granița să străbată Strâmtoarea Rosario situată la est
15. 1 2  Tratatul de delimitare maritimă Capul Verde – Mauritania este un acord semnat la 19 septembrie 2003 de Capul Verde și Mauritania, prin care cele două state au convenit asupra delimitării graniței lor maritime
16. 1 2  Tratatul de delimitare maritimă Capul Verde – Senegal este un acord semnat la 17 februarie 1993 de Capul Verde și Senegal, prin care cele două state au convenit asupra delimitării graniței lor maritime
17. 1 2  Disputa maritimă Perú v. Chile a fost un caz de drept internațional public privind o dispută teritorială între republicile sud-americane Peru și Chile cu privire la suveranitatea asupra unei zone maritime din Oceanul Pacific de aproximativ 37.900 km². Peru a susținut că delimitarea graniței sale maritime cu Chile nu a fost fixată, dar Chile a susținut că nu are probleme de frontieră cu Peru. La 16 ianuarie 2008, Peru a depus cazul la Curtea Internațională de Justiție de la Haga. În temeiul hotărârii, Chile a pierdut controlul asupra unei părți din teritoriul maritim revendicat anterior și a cedat către Peru un teritoriu maritim suplimentar
18. 1 2  Tratatul Liévano-Brutus este un acord care a definit granița maritimă dintre Columbia și Haiti, semnat la 17 februarie 1978. Tratatul prevede, de asemenea, că trebuie să existe o cooperare pe probleme de mediu și protecția speciilor migratoare
19. 1 2  Acordul de graniță maritimă Cuba-Haiti este un tratat din 1977 între Cuba și Haiti care delimitează granița maritimă dintre cele două țări. În ciuda faptului că nu existau relații diplomatice oficiale la momentul respectiv între cele două țări, tratatul a fost semnat la 27 octombrie 1977. Textul tratatului stabilește o graniță care este o linie aproximativ echidistantă între cele două insule din strâmtoarea denumită Pasajul Windward. Insula Navassa, care se află în largul coastei de vest a Haiti și care este revendicată de Haiti și de Statele Unite, a fost ignorată la calcularea liniei echidistante aproximative a graniței
20. 1 2  Acordul de graniță maritimă Cuba-Jamaica este un tratat din 1994 care delimitează granița maritimă dintre țările insulare Cuba și Jamaica
21. 1 2 3  Acordul de graniță maritimă Cuba-Statele Unite ale Americii este un tratat din 1977 între Cuba și Statele Unite, care stabilește granița maritimă internațională între cele două state. Delimitarea granițelor maritime a fost necesară pentru a facilita aplicarea legii și gestionarea resurselor și pentru a evita conflictele în zonele economice exclusive care se suprapun
22. 1 2 3 4 5  Acordul de delimitare maritimă Dominica-Franța este un tratat din 1987 care delimitează granița maritimă dintre Dominica și insulele franceze Guadelupa și Martinica. A fost primul tratat de frontieră maritimă din regiunea America Centrală/Caraibe care s-a bazat pe regulile Convenției Națiunilor Unite asupra dreptului mării. Tratatul stabilește două granițe. Prima separă Dominica de Guadelupa la nord și are o lungime de 298 mile marine (552 km). A doua separă Dominica de Martinica la sud și are o lungime de 294 mile marine (544 km), fiind aproximativ paralelă cu prima graniță
23. 1 2  Conflictul Insulelor Hanish a fost o dispută între Yemen și Eritreea cu privire la insula Greater Hanish din Marea Roșie, una dintre cele mai mari din arhipelagul Zukur-Hanish, disputat atunci de cele două țări. Luptele au avut loc pe parcursul a trei zile, între 15 și 17 decembrie 1995. În 1998, Curtea Permanentă de Arbitraj de la Haga a stabilit că teritoriul aparține Yemenului
24. 1 2 3 4 5  Acordul de delimitare maritimă Fiji-Franța este un tratat din 1983 care stabilește granița maritimă dintre Fiji și colectivitatea specială franceză din Noua Caledonie și granița dintre Fiji și colectivitatea franceză de peste mări din Wallis și Futuna. Tratatul prevede că granițele vor fi stabilite prin principiul stabilirii unei linii echidistante între teritorii. Granița cu Noua Caledonie se află la sud-vest de Fiji și constă dintr-un segment de linie dreaptă maritimă definit de două puncte specifice. În scopul trasării graniței, tratatul presupune că Franța are suveranitatea asupra insulelor Matthew și Hunter, dar întrucât și Vanuatu pretinde suveranitatea asupra acestora, acordul prevede că tratatul este încheiat „fără a aduce atingere drepturilor suverane ale oricărui stat vecin”
25. 1 2 3 4  Acordul de delimitare maritimă Insulele Cook – Franța este un tratat prin care cele două state au convenit asupra delimitării graniței maritime dintre Insulele Cook și Polinezia Franceză. Tratatul a fost semnat la 3 august 1990
26. 1 2 3  Convenția de delimitare Franța-Mauritius este un tratat din 1980 care delimitează granița maritimă dintre Mauritius și insula franceză Réunion. Granița stabilită de textul tratatului are o lungime de 364,8 mile marine și este o linie aproximativ echidistantă între cele două teritorii. Extremitatea nord-vestică a graniței atinge punctul median dintre Mauritius, Réunion și insula Tromelin, situat la 153 de mile marine (283 km) de fiecare dintre insule. Insula Tromelin este revendicată de Mauritius, dar este un teritoriu francez administrat de Reunion
27. 1 2 3 4  Convenția de delimitare maritimă Franța – Regatul Unit din 1983 este un tratat din 1983 care stabilește granița maritimă dintre Polinezia Franceză și teritoriul britanic al Insulelor Pitcairn. Tratatul stabilește o graniță care este o linie echidistantă între cele mai apropiate insule ale celor două teritorii. În 1993, după ce Regatul Unit a declarat o zonă economică exclusivă în jurul insulelor Pitcairn, cele două state au convenit că granița stabilită în tratatul din 1983 ar trebui să fie și granița dintre zonele economice exclusive franceză și britanică din Pacificul de Sud
28. 1 2 3  Acordul Franța – Sfânta Lucia privind delimitarea este un tratat din 1981 care delimitează granița maritimă dintre Sfânta Lucia și teritoriul francez Martinica. Tratatul stabilește o graniță care este o linie echidistantă între cele două insule din Canalul Sfânta Lucia. Punctul vestic extrem al graniței este frontiera triplă cu Venezuela, iar punctul extrem de est este frontiera triplă cu Barbados. Curios este faptul că tratatul nu se referă la insula Martinica
29. 1 2 3 4  Acordul de graniță maritimă Franța-Seychelles este un tratat din 2001 care delimitează granița maritimă dintre Seychelles și insulele nelocuite Glorioso, care sunt teritoriu francez. Granița este o linie aproximativ echidistantă între cele două teritorii. Capătul de nord al graniței se oprește înainte de frontiera triplă cu Comore, iar capătul de sud se oprește înainte de frontiera triplă cu Madagascar
30. 1 2 3  Acordul de delimitare maritimă Franța – Insulele Solomon este un tratat din 1990 prin care cele două țări au convenit asupra graniței maritime dintre Insulele Solomon și colectivitatea franceză cu statut special Noua Caledonie. Granița se întinde aproximativ de la est la vest și reprezintă o linie aproximativ echidistantă între Noua Caledonie și Insulele Solomon
31. 1 2 3  Convenția de delimitare maritimă Franța-Tonga este un tratat din 1980 prin care cele două țări au convenit asupra unei frontiere maritime între Tonga și colectivitatea franceză de peste mări Wallis și Futuna. Textul tratatului este succint și precizează că granița va fi o linie echidistantă între insulele Tonga și cele franceze și că, cât mai curând posibil, părțile vor întocmi hărți cartografice care să prezinte granița maritimă. Când granița a fost trasată, suveranitatea tongană asupra insulei Niuafo'ou a fost luată în considerare la trasarea liniei echidistante, chiar dacă Niuafo'ou se află la sute de kilometri nord de restul insulelor Tonga. Drept urmare, granița este mult mai aproape de insulele Wallis și Futuna decât de insulele principale din Tonga
32. 1 2  Acordul de frontieră maritimă Gabon – São Tomé și Príncipe este un tratat din 2001 care delimitează granița maritimă dintre cele două țări. Granița stabilită de textul tratatului este o linie relativ dreaptă nord-sud și este definită în mod explicit ca o linie echidistantă între insulele São Tomé și Príncipe și Gabon. Frontiera triplă teoretică din nord, cu Guineea Ecuatorială și frontiera triplă teoretică din sud, cu Camerun nu au fost încă stabilite între statele implicate
33. 1 2  Tratatul de graniță maritimă Guineea Ecuatorială – Nigeria este un tratat din 2000 care delimitează o porțiune a graniței maritime dintre cele două țări. Granița definită în tratat trece prin Golful Bonny și separă teritoriul continental nigerian de Insula Bioko din Guineea Ecuatorială. În loc să adopte o linie echidistantă între cele două țări, tratatul ia în considerare interesele economice ale ambelor țări în Golful Guineei, inclusiv puțurile de petrol și instalațiile de foraj petrolier existente, precum și licențele acordate pentru exploatarea resurselor
34. 1 2  Tratatul de frontieră maritimă Guineea Ecuatorială – São Tomé și Príncipe este un tratat din 1999 care delimitează granița maritimă dintre cele două țări. Granița stabilită de textul tratatului constă din două părți separate. Prima parte separă insula Annobón din Guineea Ecuatorială de Insula São Tomé, fiind o linie aproximativ echidistantă între cele două insule. A doua parte a graniței definite separă Río Muni din zona continentală a Guineei Ecuatoriale de Insula Príncipe. La fel ca prima parte, această porțiune a graniței este o linie aproximativ echidistantă între cele două țări
35. 1 2 3  Tratatul de delimitare maritimă Honduras – Regatul Unit este un acord semnat în 2001 de Honduras și Regatul Unit, care delimitează granița maritimă dintre Honduras și teritoriul britanic al Insulelor Cayman. Tratatul stabilește o graniță care separă Insulele Cayman de Insulele Santanilla și Cayo Gorda ale Honduras. Granița maritimă este definită de trei puncte de coordonate individuale, frontierele triple cu Haiti, Cuba și Jamaica
36. 1 2 3 4  Tratatul de graniță maritimă dintre Insulele Cook și Statele Unite a fost semnat în 1980, stabilind granița maritimă dintre Insulele Cook și Samoa Americană și rezolvând o serie de dispute teritoriale dintre Insulele Cook și Statele Unite
37. 1 2  Tratatul de frontieră maritimă Insulele Marshall – Statele Federate ale Microneziei este un acord din 2006 între Insulele Marshall și Statele Federate ale Microneziei care delimitează granița maritimă dintre cele două țări
38. 1 2  Tratatul de frontieră maritimă Papua Noua Guinee – Insulele Solomon este un acord din 1989 prin care cele două țări au convenit să delimiteze o graniță maritimă. Tratatul stabilește o graniță orientată aproximativ pe direcția nord-sud care are aproximativ 1.000 mile marine (1.900 km) lungime și trece prin Strâmtoarea Bougainville și Marea Solomon, reprezentând o linie echidistantă modificată între Papua Noua Guinee și Insulele Solomon. Extremitatea sudică este frontiera triplă cu Australia
39. 1 2 3  Acordul de graniță maritimă Republica Dominicană – Regatul Unit este un tratat din 1996 care delimitează granița maritimă dintre Republica Dominicană și teritoriul britanic al Insulelor Turks și Caicos
40. 1 2 3 4 5  Tratatul asupra graniței maritime dintre Statele Unite și Venezuela este un acord din 1978 care delimitează granița maritimă dintre insulele Venezuelei din Marea Caraibilor și teritoriile americane Puerto Rico și Insulele Virgine Americane. Limita stabilită de textul tratatului are o lungime de 298,7 mile marine (553,2 km). Două treimi din graniță este o linie echidistantă între Insulele Virgine Americane și Insula Aves. Extremitatea estică a graniței este frontiera triplă cu Antilele Olandeze, iar extremitatea vestică este frontiera cvadruplă cu Antilele Olandeze și Republica Dominicană
41. 1 2  Acordul de delimitare Italia-Tunisia este un tratat din 1971 prin care cele două țări au convenit să delimiteze o graniță maritimă între ele pe platforma continentală. Textul tratatului stabilește o graniță complexă în Strâmtoarea Sicilia reprezentând o linie echidistantă între Sicilia și Tunisia, cu excepția Pantelleria și Insulele Pelagie (Lampedusa, Linosa și Lampione). Granița maritimă din jurul acestor insule, toate mai aproape de Tunisia, este alcătuită din arce de mare teritorială de 13 mile marine, centrate pe fiecare insulă, care se unesc între ele și linia echidistantă din centrul Strâmtorii Sicilia. Granița se termină chiar înainte de linia echidistantă dintre Malta și Insulele Pelagie italiene, iar cel mai vestic punct al liniei de graniță formează o frontiera triplă maritimă cu Algeria
42. 1 2  Tratatul de la Shimoda (în japoneză 下田条約, transliterat: Shimoda Jouyaku) (Tratatul de Comerț și Navigație între Japonia și Rusia) din 7 februarie 1855 a fost primul tratat între Imperiul Rus și Imperiul Japonez, administrat ulterior de Shogunatul Tokugawa. La scurt timp după semnarea Convenției de la Kanagawa dintre Japonia și Statele Unite, acesta a însemnat în mod efectiv sfârșitul politicii de izolare națională (sakoku) a Japoniei, veche de 220 de ani, prin deschiderea porturilor Nagasaki, Shimoda și Hakodate pentru navele rusești. Tratatul a stabilit, de asemenea, ststutul consulilor ruși în Japonia și a definit granițele dintre Japonia și Rusia. Tratatul este încă frecvent citat de guvernul japonez ca una dintre justificările sale în disputa actuală privind Insulele Kurile
43. 1 2  Acordul privind așezările din strâmtori și apele teritoriale din Johore din 1927 a fost semnat între Regatul Unit, în calitate de conducător colonial al așezărilor din strâmtori (Straits Settlements: Penang, Singapore, Malacca și Dinding) și Sultanatul Johor, care la acea vreme era un stat suveran, pentru a determina granița dintre insula Singapore și Johor de-a lungul strâmtorii Johor. Atât Malaezia, al cărei stat component este Johor, cât și Singapore sunt state succesoare ale acordului. Tratatul formează baza acordului actual de frontieră dintre Malaezia și Singapore, care a fost semnat în 1995
44. 1 2  Tratatul referitor la granița nord-vestică a Mauritaniei a fost convenit de Mauritania și Maroc. Maroc revendică suveranitatea asupra Saharei Occidentale
45. 1 2  Tratatul privind zona de dezvoltare comună Nigeria – São Tomé și Príncipe este un acord convenit în 2001 între Nigeria și São Tomé și Príncipe pentru a reglementa o zonă de dezvoltare comună de-a lungul frontierei maritime a celor două țări în zona litorală Bonny din extremitatea estică a Golfului Guineei
46. 1 2 3 4  Tratatul de graniță maritimă semnat de Niue și Statele Unite ale Americii a fost semnat în 1997 și delimitează granița maritimă dintre Niue și Samoa Americană
47. 1 2 3 4  Tratatul de la Tokehega (Tokelau), denumit oficial Tratatul dintre Statele Unite ale Americii și Noua Zeelandă privind delimitarea graniței maritime dintre Tokelau și Statele Unite ale Americii, a fost semnat în 1980 de Noua Zeelandă și Statele Unite ale Americii și soluționează revendicările în litigiu, delimitând granița maritimă dintre Tokelau și Samoa Americană
48. 1 2  Cauza privind delimitarea maritimă în Marea Neagră („România împotriva Ucrainei”) din 2009 a constituit o dispută juridică soluționată de Curtea Internațională de Justiție. La 16 septembrie 2004, România a adus cazul în instanță după negocieri bilaterale nereușite. La 3 februarie 2009, instanța a pronunțat verdictul de stabilire a graniței maritime cuprinzând platoul continental și zonele economice exclusive ale României și Ucrainei, împărțind Marea Neagră cu o linie care desparte teritoriul revendicat de cele două țări. Pe partea română, CIJ a constatat că limita teritorială naturală a digului Sulina, nu capătul artificial, trebuie să stea la baza principiului echidistanței. Instanța a reținut că un dig are o funcție diferită de cea a unui port și doar lucrările portuare fac parte din coastă. Pe partea ucraineană, instanța a constatat că Insula Șerpilor nu face parte din configurația de coastă a Ucrainei, explicând că „a considera Insula Șerpilor ca parte relevantă a coastei ar echivala cu inserarea unui element străin pe litoralul Ucrainei, consecința fiind o remodelare judiciară a geografiei”. CIJ a concluzionat că Insula Șerpilor „nu trebuie să aibă niciun efect asupra delimitării în acest caz, în afară de cel care decurge din rolul arcului de 12 mile marine al apelor sale teritoriale”. În timp ce decizia CIJ a trasat o linie considerată echitabilă de ambele părți, România a primit aproape 80% din suprafața în litigiu, ceea ce îi permie să exploateze o porțiune semnificativă, dar nedeterminată, din totalul de aproximativ 100 de miliarde de metri cubi de zăcăminte de gaze naturale și 15 milioane de tone de țiței. Cu toate acestea, potrivit comisarului ucrainean la Curtea Internațională Volodimir Vasilenko, aproape toate rezervele de petrol și gaze sunt concentrate în zona atribuită Ucrainei. De asemenea, ministrul român de externe Cristian Diaconescu a declarat că țara sa are „multe motive să fie mulțumită de această decizie”, iar președintele Traian Băsescu a spus că verdictul a fost „un succes major pentru Ministerul de Externe al României”
49. 1 2 3  Granița maritimă dintre Rusia și Statele Unite ale Americii a fost stabilită prin Acordul de graniță maritimă SUA/URSS din 1 iunie 1990, Rusia declarându-se succesorul Uniunii Sovietice). În general, linia din 1990 se bazează pe Convenția SUA-Rusia din 1867 care prevedea achiziționarea Alaska de către SUA. Granița maritimă se extinde spre nord prin Strâmtoarea Bering și Marea Ciukotsk până în Oceanul Arctic. Legalitatea acordului a fost ridicată în Rusia de multe ori, subliniindu-se că inițiatorii acordului nu au purtat discuții preliminare suficiente pentru a considera acest acord din punctul de vedere al Guvernului URSS.Agențiile guvernamentale ruse au efectuat în mod repetat o examinare a acestui acord pentru conformitatea acestuia cu normele dreptului maritim internațional, interesele Rusiei și o evaluare a posibilelor consecințe în cazul neratificării. Acordul nu contravine intereselor Rusiei, cu excepția pierderii dreptului de a desfășura pescuit marin în zona din mijlocul Mării Bering. În 1999, statul Alaska a intervenit în dispută. Parlamentul statului a pus sub semnul întrebării legalitatea granițelor dintre Statele Unite și Rusia, deoarece la 1 iunie 1990, secretarul de stat american James Baker a semnat acordul „Cu privire la frontierele maritime” fără participarea reprezentanților Alaska în negocieri și fără acordul statului cu privire la termenii acordului. Necesitatea graniței maritime a apărut odată cu introducerea limitei de 200 mile marine de către Statele Unite și Uniunea Sovietică. Statele Unite au propus utilizarea liniei Alaska din 1867. Delimitarea din 1990 a fost dificilă, deoarece niciuna dintre părți nu a putut prezenta hărțile utilizate în timpul negocierilor inițiale de cumpărare a statului Alaska. În plus, cele două părți au fost de acord că granița a fost intenționată să fie o linie dreaptă pe hartă, dar nu au fost de acord asupra proiecției hărții care să fie utilizată: proiecție Mercator sau transformare conformă, ceea ce a dus la aproximativ 15.000 mile marine pătrate (51.000 km²) de zonă în litigiu. Linia din 1990 a împărțit diferența dintre cele două linii și a introdus mai multe „zone speciale”, aflate dincolo de zona de 200 mile marine, în care părțile și-au cedat reciproc drepturile exclusive